# Theo Bovens
Theodorus Jozef Franciscus Marie (Theo) Bovens (Maastricht, 1 oktober 1959) is een Nederlands bestuurder en CDA-politicus. Sinds 13 juni 2023 is hij fractievoorzitter van het CDA in de Eerste Kamer. Van 2 oktober 2021 tot 1 februari 2022 was hij waarnemend burgemeester van Enschede. Van 1 oktober 2011 tot 19 april 2021 was hij commissaris van de Koningin resp. Koning in Limburg.

## Opleiding en carrière
Bovens ging naar het gymnasium α op het Henric van Veldekecollege en studeerde tot 1987 geschiedenis aan de Katholieke Universiteit Nijmegen. Hij was tussen 1983 en 1989 actief voor het CDJA in Den Haag als stafmedewerker organisatie en daarna als adjunct-secretaris. Hierna was hij van 1989 tot 1994 werkzaam bij de Rijksuniversiteit Limburg als hoofd Bureau Onderzoek, beheerder Onderzoeksinstituut en plaatsvervangend directeur van de Faculteit der Economische Wetenschappen.

## Maastricht en Open Universiteit
Bovens was namens het CDA van 1986 tot 2002 gemeenteraadslid in Maastricht. Van 1990 tot 1994 was hij CDA-fractievoorzitter. Van 1994 tot 1 januari 2003 was hij wethouder sociale en economische zaken en locoburgemeester in Maastricht. Van 1 januari 2003 tot 1 oktober 2005 was hij vicevoorzitter en van 1 oktober 2005 tot 1 oktober 2011 voorzitter van het college van bestuur van de Open Universiteit.

## Commissaris van de Koning(in) in Limburg
Bovens was vanaf 1 oktober 2011 commissaris van de Koningin resp. Koning in de provincie Limburg. In Limburg zelf wordt de titel gouverneur nog gebezigd. Op 9 april 2021 heeft Bovens zijn ontslag als commissaris van de Koning aangekondigd  nadat diezelfde dag alle vijf gedeputeerden datzelfde hadden gedaan in het debat over de integriteitsaffaire rond oud-CDA-gedeputeerde Herman Vrehen en de stichting Instandhouding Kleine Landschapselementen in Limburg (IKL). Bovens had de Provinciale Staten verkeerd geïnformeerd over de zaak. Hij ontkende initieel dat hij van het schandaal wist voordat de zaak in de openbaarheid kwam. Maar uit documenten van de provincie bleek dat Bovens een week eerder al van de zaak op de hoogte was. Bovens verwierp de beschuldiging.
In zijn verklaring op 9 april 2021 aan Provinciale Staten gaf Bovens in een reactie op kritiek aan dat hij niet te afwachtend was opgetreden, maar uit zorgvuldigheid eerst de resultaten van onderzoeken te willen afwachten voordat hij een oordeel kon geven over de impact van deze kwestie voor de Provincie Limburg. Bovens werd per 19 april 2021 eervol ontslag verleend. Bij zijn afscheid sprak minister Kajsa Ollongren van Binnenlandse Zaken Bovens toe. Namens de Kring van Commissarissen van de Koning deelde de Groningse commissaris van de Koning René Paas de ervaringen met Bovens binnen de Kring en ging daarbij onder andere in op het thema integriteit. Van de Provincie Limburg ontving hij de Provinciale Erepenning.

## Enschede en Eerste Kamer
Met ingang van 2 oktober 2021 werd Bovens benoemd tot waarnemend burgemeester van Enschede als opvolger van Onno van Veldhuizen. Op 1 februari 2022 werd Roelof Bleker burgemeester van Enschede. Na de gemeenteraadsverkiezingen van 2022 vormde hij in juni 2022 als formateur in Enschede een coalitie van BBE, VVD, PvdA en CU. Op 28 september 2022 werd Bovens door het partijbestuur van het CDA unaniem voorgedragen als lijsttrekker voor de Eerste Kamerverkiezingen van 2023. Op 5 november 2022 tijdens het najaarspartijcongres Appèl XL 2022 te Nijkerk werd hij verkozen tot lijsttrekker. Sinds 13 juni 2023 is hij fractievoorzitter van het CDA in de Eerste Kamer der Staten-Generaal.

## Nevenfuncties
Bovens was onder andere kroonlid en lid van het dagelijks bestuur van de Sociaal-Economische Raad (SER), lid van de raad van commissarissen van de Bank Nederlandse Gemeenten en voorzitter van het Interprovinciaal Overleg (IPO). Hij bekleedt naast het Eerste Kamerlidmaatschap onder andere nevenfuncties bij de Amerikaanse Begraafplaats Margraten, de Toneelgroep Maastricht en de Zuyd Hogeschool.

## Privéleven
Bovens is gehuwd en heeft een dochter. Hij is rooms-katholiek.

## Onderscheidingen
- Ridder in de Orde van het Heilig Graf (14 april 2007)
- Ridder in de Orde van Oranje-Nassau[1]
- Eremedaille in zilver Stad Maastricht[1]

Janny Bakker · Theo Bovens · Hugo Doornhof · Greet Prins · Theo Rietkerk · Madeleine van Toorenburg
Theo Bovens (CDA) · 
Johan Dessing (FVD) · 
Auke van der Goot (OPNL) · 
Alexander van Hattem (PVV) · 
Tineke Huizinga (CU) · 
Rik Janssen (SP) · 
Tanja Klip-Martin (VVD) · 
Ilona Lagas (BBB) · 
Paul van Meenen (D66) · 
Annabel Nanninga (JA21) · 
Gaby Perin-Gopie (Volt) · 
Martin van Rooijen (50+) · 
Paul Rosenmöller (GL-PvdA) · 
Peter Schalk (SGP) · 
Ingrid Visseren-Hamakers (PvdD)
- Parlement.com: vhy1ga1k55zh